# Valbonëdalen Nationalpark
Valbonëdalen Nationalpark  eller Valbonadalen Nationalpark (albansk: Parku Kombëtar i Luginës së Valbonës) er en nationalpark i de albanske alper i det nordlige Albanien. Parken har et samlet areal på 80 km2, der omfatter Valbonafloden og dens omkringliggende områder med bjergrigt terræn, alpine landskaber, iskilder, dybe kløfter, forskellige klippeformationer, vandfald og Valbona-dalen med dens tætte nåletræ og løvskov. Det er præget af dets meget afsidesliggende områder, der har et store bevarede økosystemer, som alle hovedsageligt er uberørte. Dette enorme uberørte økosystem er kernen i det, der er blevet omtalt som det albanske mirakel af Alperne.

## Grænser
Parken grænser op til Montenegro i nord, Gashi naturreservat i øst, Nikaj-Mërtur Regionale naturpark i syd og Theth Nationalpark i vest. Det foreslås at udvide parkens grænser og fusionere den med Theth og Gashi. Desuden planlægger Albanien, Kosovo og Montenegro at oprette en grænseoverskridende nationalpark, der vil blive kaldt Balkan-fredsparken. Fredsparken ville omfatte Valbonëdalen sammen med Theth Nationalpark, Gashi Naturreservat, Nikaj-Mërtur Naturpark, Bjeshkët e Nemuna Nationalpark i Kosovo og Prokletije Nationalpark i Montenegro.
De albanske alper er et af de mest imponerende og bemærkelsesværdige topografiske områder i Albanien. Der er den sydligste fortsættelse af de dinariske alper, og danner en del af det alpiderne orogene bælte, der strækker sig fra Atlanterhavet til Himalaya-bjergene. Bjergene er kendetegnet ved kalksten og dolomitsten og viser store karsttræk. Bjerget Maja Jezercë i den vestlige del af parken og er det højeste bjerg i de dinariske alper med en højde på 2.694 m. Valbona-floden stammer fra flere karstkilder langs den sydlige del af Maja Jezercë og den østlige del af Valbonapasset. Det er den største flod inden for de albanske alper og afvander hele den østlige del af området. I løbet af de sidste par millioner år har gletsjere til tider dækket det meste af parken. I Weichsel-istiden nåede gletsjeren i Valbona en samlet længde på 9,5 kilometer. I dag er der to meget små aktive gletsjere tæt på den nordøstlige kant af Maja Jezercë.
Parkens afsides beliggenhed og relativt lille befolkning kombineret med den store variation af økosystemer og klimatiske forhold favoriserer eksistensen af et rigt udvalg af flora og fauna fordelt over hele området. Det meste af parken består af skov, der dækker 89% af det samlede areal.  Af større dyr findes brune bjørne, ulve, los, rådyr, gemser og vilde geder i parken. Parkens skove er præget af overvejelsen af forskellige træarter med bøg, fyr og eg.  De vigtigste træarter var tidligere gran; det er en af få regioner i Albanien, hvor denne type kan findes.

## Oprettelse
Valbonëdalen Nationalpark blev oprettet i overensstemmelse med afgørelse truffet af Ministerrådet nummer 102, dateret 15. januar 1996 for at bevare de naturlige økosystemer og landskaber sammen med deres vegetations- og biodiversitetssamfund og levesteder.  En udvidelsesplan der vil gøre parken det største beskyttede område ikke kun i Albanien, men også på Balkan er under overvejelse.
International Union for Conservation of Nature (IUCN) har anført parken som kategori II . Beliggende i parken er Gashi-floden som er inkluderet i UNESCOs verdensarvsområde primitive bøgeskove i Karpaterne og andre regioner i Europa. Den er også en del af det europæiske grønne bælte, der fungerer som et reservat for truede og endemiske arter.  Parken har også ansøgt om at blive medlem af Eurpparc Federation. Regionen er en del af Emerald Network, et økologiske netværk, der består af områder med særlig bevaringsinteresse, der er udpeget under Bern-konventionen.

## Galleri
- Albanske heste i parken
- Maja Jezercë
- Den endemiske Tulipa albanica i parken
- Dalen dannet af Shalë-floden
- I tusmørket
- Xhemas-søen